# Un pivert au petit déjeuner
 (juin 2020).
Pour plus de détails, voir Fiche technique et Distribution.
Un pivert au petit déjeuner (A Peck o' Trouble) est un court métrage d'animation américain de la série Looney Tunes, réalisé par Robert McKimson et produit par la Warner Bros. Cartoons, sorti en 1953.